# Pedras Boroas do Junqueiro

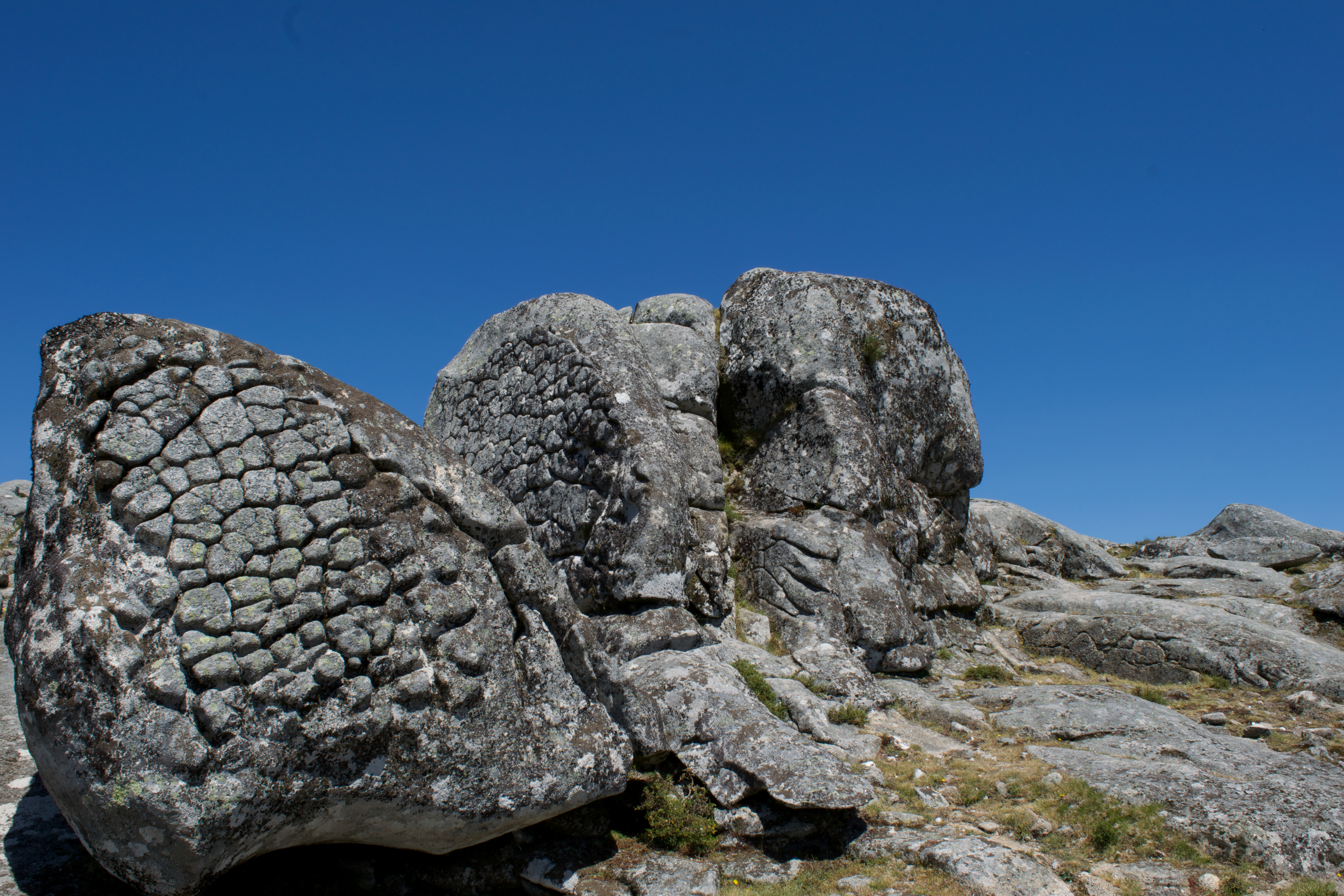
Pedras Boroas do Junqueiro

As Pedras Boroas do Junqueiro são um geossítio do Geoparque Arouca, situado no planalto da serra da Freita em Portugal. Trata-se de vários blocos de granito caracterizados por fissuração poligonal em toda a superfície vertical.